# Ankewallia
Ankewallia (també Ankewalia o Akewalia) fou un petit principat del Kathiawar a la presidència de Bombai, Índia, format únicament per tres pobles amb dos tributaris independents. Els seus ingressos el 1876 s'estimaven en 1.486 lliures i el tribut pagat al govern britànic en 130 lliures.
Era tributari del nabwab de Junagarh al que pagava 22 lliures.